# Hugo Souza
Hugo de Souza Nogueira, noto semplicemente come Hugo Souza (Duque de Caxias, 31 gennaio 1999), è un calciatore brasiliano, portiere del Corinthians.

## Carriera

### Club
Nato a Duque de Caxias, è cresciuto nel settore giovanile del Vasco da Gama dove ha giocato anche nella selezione di futsal. Nel 2008 è stato ceduto in prestito al Fluminense e l'anno seguente ha firmato a titolo definitivo con il Flamengo. Con il club rossonero ha giocato oltre dieci anni nei vari livelli del settore giovanile, firmando il primo contratto professionistico nell'aprile del 2018. Nel 2020 ha ottenuto la promozione in prima squadra ed il 27 settembre ha esordito in occasione dell'incontro del Brasileirão pareggiato 1-1 contro il Palmeiras, compiendo diversi interventi decisivi che gli sono valsi la palma di migliore in campo. Pochi giorni più tardi ha debuttato anche in Coppa Libertadores giocando l'incontro della fase a gironi vinto 4-0 contro l'Independiente del Valle.

### Nazionale
Il 17 agosto 2018 è stato incluso dal Commissario tecnico del Brasile Tite fra i convocati per le amichevoli contro gli Stati Uniti ed El Salvador. Il 13 dicembre seguente è stato incluso nella lista della Nazionale Under-20 per disputare il campionato sudamericano di categoria, senza però scendere in campo.

## Statistiche
Statistiche aggiornate al 10 dicembre 2024.

### Presenze e reti nei club
| Stagione        | Squadra         | Campionato      | Campionato | Campionato | Coppe nazionali | Coppe nazionali | Coppe nazionali | Coppe continentali | Coppe continentali | Coppe continentali | Altre coppe | Altre coppe | Altre coppe | Totale | Totale | Totale |
| Stagione        | Squadra         | Comp            | Pres       | Reti       | Comp            | Pres            | Reti            | Comp               | Pres               | Reti               | Comp        | Pres        | Reti        | Pres   | Reti   |        |
| --------------- | --------------- | --------------- | ---------- | ---------- | --------------- | --------------- | --------------- | ------------------ | ------------------ | ------------------ | ----------- | ----------- | ----------- | ------ | ------ | ------ |
| 2020            | Flamengo        | A/RJ+A          | 0+23       | -28        | CB              | 3               | -3              | CL                 | 1                  | 0                  | RS          | 0           | 0           | 27     | -31    |        |
| 2021            | Flamengo        | A/RJ+A          | 4+8        | -4; -7;    | CB              | 0               | 0               | CL                 | 1                  | -2                 |             | -           | -           | 13     | -13    |        |
| 2022            | Flamengo        | A/RJ+A          | 11+15      | -7; -17    | CB              | 1               | 0               | CL                 | 3                  | -1                 | SB+Cmc      | 1+0         | -2; 0       | 31     | -27    |        |
| 2023            | Flamengo        | A/RJ+A          | 0          | 0          | CB              | 0               | 0               | CL                 | 0                  | 0                  |             | -           | -           | 0      | 0      |        |
| Totale Flamengo | Totale Flamengo | Totale Flamengo | 61         | -63        |                 | 4               | -3              |                    | 5                  | -3                 |             | 1           | -2          | 71     | -71    |        |
| 2023-2024       | Chaves          | PL              | 26         | -53        | CP+CdL          | 0+1             | -1              |                    | -                  | -                  |             | -           | -           | 27     | -54    |        |
| lug. 2024       | Corinthians     | A               | 22         | -23        | CB              | 6               | -4              | CS                 | 6                  | -7                 |             |             |             | 34     | -34    |        |
| Totale carriera | Totale carriera | Totale carriera | 109        | -139       |                 | 11              | -8              |                    | 11                 | -10                |             | 1           | -2          | 132    | -159   |        |

## Palmarès

### Club

#### Competizioni statali
- Campionato Carioca: 3

Flamengo: 2019, 2020, 2021
- Campionato paulista: 1

Corinthians: 2025

#### Competizioni nazionali
- Campionato brasiliano: 2

Flamengo: 2019, 2020
- Supercoppa del Brasile: 2

Flamengo: 2020, 2021
- Coppa del Brasile: 1

Flamengo: 2022

#### Competizioni internazionali
- Coppa Libertadores: 1

Flamengo: 2022